# News7
News7 е бивш български телевизионен канал, собственост на Краун Медия, част от групата на която са още телевизиите TV7 и Super7. Излъчвал е новинарски програми, актуални предавания, бизнес и лайфстаил дневници, както и спортни събития. Каналът е част от европейската мрежа на CNN.

## История
Първоначално стартира като информационен кабелен софийски канал – ПДМ през 1996 г. През 2000 г. каналът се преименува на Демо ТВ. Продаден е и преименуван на Балкан Българска Телевизия на 3 март 2003 г. и започва излъчване като политематичен канал с национално покритие по кабел и сателит. През октомври 2007 г. каналът стартира с нова програмна схема като информационно-аналитична телевизия с кратки новини на всеки час, анализи, коментари и публицистични предавания. На 22 септември 2008 г. е въведена нова графична визия като изцяло новинарски канал. На 7 декември 2009 г. телевизията отново променя програмния си формат, като този път се ориентира към дамската аудитория. През 2012 г. е закупена от TV7, а от 7 март 2013 г. се ребрандира на новинарски канал – News7. През април 2015 г. частни съдебни изпълнители правят опит за прекратяване излъчването на медията заради просрочени задължения към КТБ. News7 прекратява излъчването на новинарски емисии и предавания и разпуска екипа си от 1 февруари 2016 г. поради открито производство по несъстоятелност на фирмата-собственик ББТ ЕАД. В периода до септември 2016 г. излъчва единствено повторения на отминали свои продукции, след като на 12 май 2016 г., съдът обявява ББТ ЕАД в несъстоятелност. На 13 септември 2016 г. Съвета за електронни медии отнема лиценза на телевизията поради неспазване на регистрацията. Въпреки опит за възстановяване на програмата телевизията спира окончателно излъчване на 16 септември 2016 г.

## Предавания
- Световни новини със CNN
- Въпрос на гледна точка
- Още нещо
- Нюзрум
- Пин код
- Граждански контрол
- Мистерии и факти
- Неразказани приказки
- Градът
- От другата страна
- Суматоха.НЕТ
- Гол
- Десертът
- Пред банята
- Софико